# Hans Steger (Bildhauer)
Hans Steger, auch Johannes Steger, (* 12. Juni 1907 in Zeulenroda; † 9. Januar 1968 in Dresden) war ein deutscher Bildhauer.

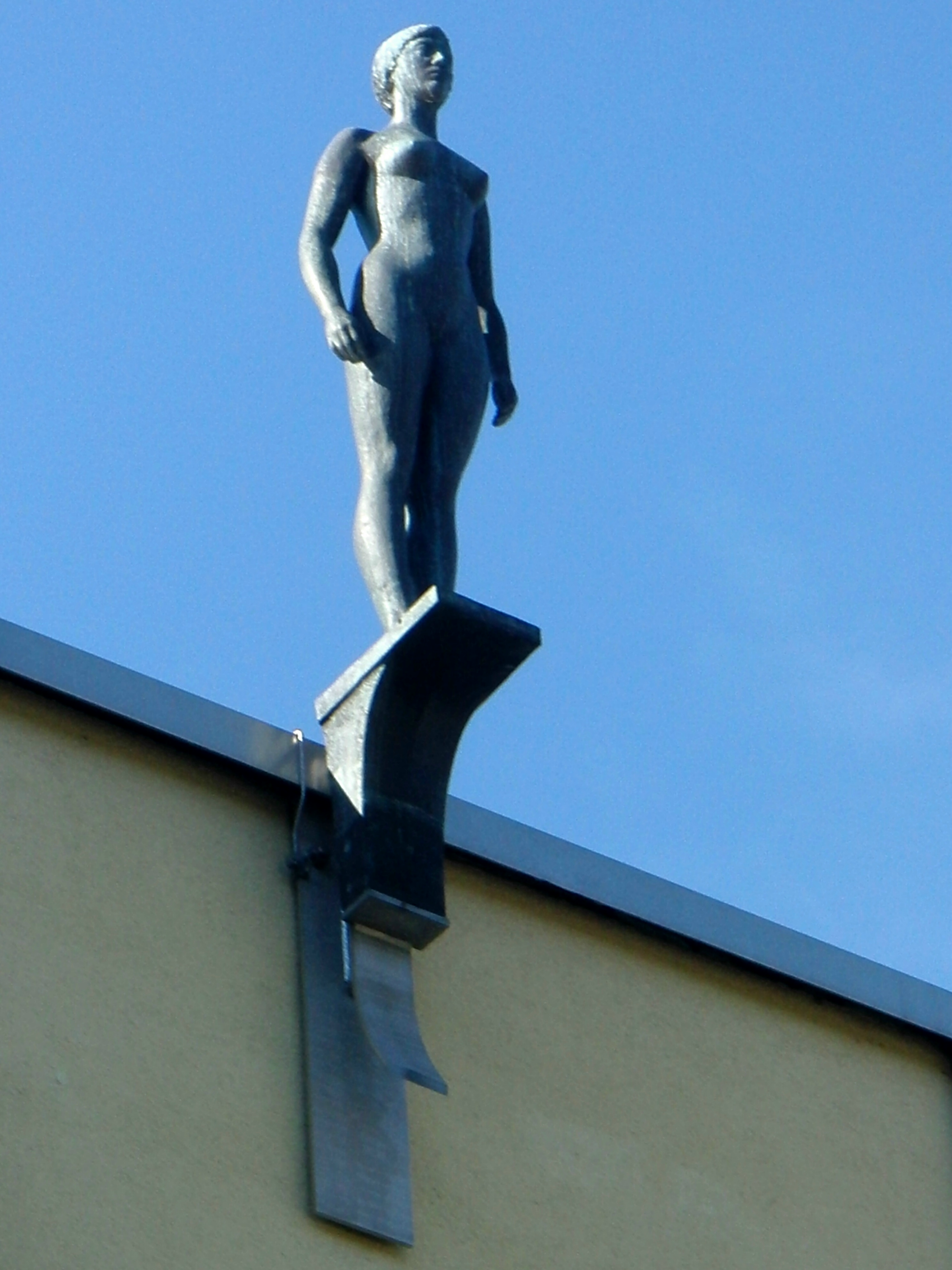
Bronzefigur Turmspringerin bzw. Ingrid Krämer auf der Sprunghalle Freiberger Platz in Dresden

## Leben
Von 1921 bis 1926 ging Steger als Holzbildhauer in die Lehre, studierte danach an der Akademie der Bildenden Künste in Dresden bei Georg Wrba und ab 1928 an den Vereinigten Staatsschulen für freie und angewandte Kunst in Berlin bei Wilhelm Gerstel. Ab 1932 war er freischaffend als Bildhauer tätig, 1934 mit einem eigenen Atelier in Weimar. Er leistete von 1940 bis 1945 Kriegsdienst. 1954 wurde er als Professor für Plastik an die Hochschule für Bildende Künste in Dresden berufen.
Steger schuf vorrangig Porträtplastiken und fühlte sich dabei der realistischen Tradition der deutschen Plastik der ersten Hälfte des 20. Jahrhunderts eng verbunden. Wichtige Vorbilder waren Wilhelm Gerstel, Hermann Blumenthal, Fritz Cremer, Waldemar Grzimek und Wilhelm Lehmbruck. Dabei übernahm er nicht deren Formen, sondern entwickelte diese dank seiner schöpferischen Kraft zu Eigenem.
Steger war von 1953 bis 1973 auf allen Deutschen Kunstausstellungen bzw. Kunstausstellungen der DDR in Dresden und auf vielen weiteren wichtigen Ausstellungen in der DDR vertreten. In der Dresdner Skulpturensammlung befindet eine bedeutende Zahl von Werken Stegers.

## Ehrungen

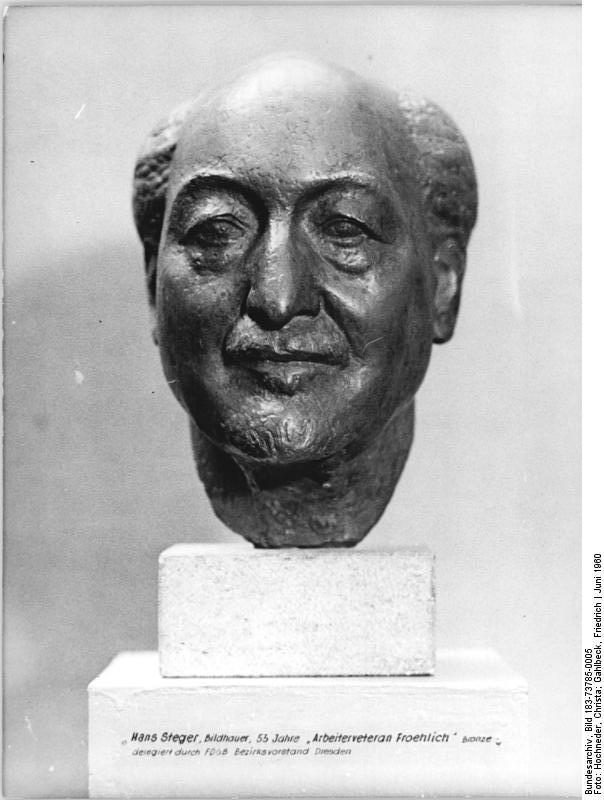
Porträtplastik „Arbeiterveteran August Fröhlich“ (1956)

- Porträtplastik „Arbeiterveteran August Fröhlich“ (1956)1960: Kunstpreis des FDGB (für die Porträt-Plastik Der Arbeiterveteran August Fröhlich)[3][4]
- 1968: postum, Martin-Andersen-Nexö-Kunstpreis der Stadt Dresden.[5] In der Begründung der Verleihung heißt es: „Er stellte den durch die veränderten gesellschaftlichen Verhältnisse beim Aufbau des Sozialismus in der DDR gewandelten, neuen Menschen dar und kam so vom Individuellen zum Allgemeingültigen.“

## Weitere Werke (Auswahl)
- 1949/50: Geneigte Frauenköpfe
- 1954/55: Denkmal für den Chemiker Johann Wolfgang Döbereiner, Jena
- 1963–1968: Bronzefigur Turmspringerin, fertiggestellt durch Wilhelm Landgraf und Helmut Heinze, Schwimmhalle Freiberger Platz in Dresden
- 1965–1968: Aufsteigende (Bronze)[6]
- Porträt Jutta Damme (Porträtplastik)[7]

## Einzelausstellungen (Auswahl)
- 1960: Freiberg, Stadt- und Bergbaumuseum (mit Gerhard Kettner)
- 1968: Dresden, Glockenspielpavillon des Zwingers
- 1980: Dresden, Galerie Nord
- 1998: Pulsnitz, Ernst-Rietschel-Kulturring